# Binderia
Binderia is een geslacht van hooiwagens uit de familie Assamiidae.
De wetenschappelijke naam Binderia is voor het eerst geldig gepubliceerd door Roewer in 1935. 

## Soorten
Binderia is monotypisch en omvat slechts de volgende soort:
- Binderia spinarmata